# Артур Шоллон
Артур Шоллон (фр. Arthur Chollon; 15 грудня 1988, Бордо) — французький регбіст, грає на позиції фланкера.

## Спортивна кар'єра
Артур Шоллон розпочав свою кар'єру з клубу Бордо-Бегль Жиронда ·  (1995).
Він підписав свій перший професійний контракт на термін від двох сезонів уже в 2009 році.
До 19 років грав для збірної Франції юніорів (U-19), а коли йому виповнилось 20 років взяв участь у чемпіонаті світу серед юніорів 2008 року разом зі збірною Франції (U-20).
У той самий час, коли Бордо-Бегль увійшли до Топ-14 в кінці сезону 2010—2011 та перемогли, Шоллон покинув клубі підписав контракт зі Стад Франсе. Офіційно контракт було підписано на 2 роки. Після закінчення контракту , Артур перейшов до Дакс, з якими провів два сезони. Після успішного сезону, Шоллон зв'язався з Уго Моля, тренером Альбі.
Його кар'єра перестала набирати швидке темпо, адже Артур у жовтні 2014 року переніс операцію на грижу. У 2015 Артур знову повернувся до гри. В цей раз він підписав контракт з Альбі, щоб відродити свою кар'єру. Проте через фізичні труднощі, Шоллон зіграв всього 5 матчів. Під кінець 2016 року, клуб офіційно оголосив про його відставку.

## Досягнення
Про Д2
- Фіналіст: 2011 (Бордо-Бегль)